# Huskvarna
Huskvarna ([ˈhʉ̂ːsˌkvɑːɳa]ⓘ, ortografía ant. Husqvarna) constituye la parte oriental de la ciudad de Jönköping, la ciudad principal del municipio y provincia del mismo nombre, al sur de Suecia.
La población está situada a orillas del lago Vättern, a una distancia de 5 km al este del centro de Jönköping.

## Historia
Su historia se remonta hasta 1689, cuando el rey Carlos XI de Suecia mandó construir una fábrica de mosquetes a orillas del río Huskvarna, que actualmente fabrica motores y artefactos tales como motosierras, desbrozadores, tractores, cortacéspedes, o motos (de tal calidad, que han ganado innumerables premios), llamada Husqvarna o Huskvarna.
Entre 1911 y 1970 solía ser una ciudad municipio propio. Creció geográficamente junto a Jönköping en la década de 1950. Con la reforma del gobierno local en 1971, también es administrativamente parte del municipio de Jönköping.
El agua del río fue utilizada para construir una central hidráulica donde se creó un núcleo de población de los trabajadores, así, el nombre de Huskvarna proviene de "hus" (en sueco: casa) y "kvarn" (molino).
La IFF fue fundada en Huskvarna en 1986.

## Personas destacadas
- Mona Johannesson, modelo.
- Emma Wiklund, top model.
- Björn Afzelius, cantante, compositor y músico.
- Marianne Stjernqvist
- Tobias Ludvigsson, ciclista.